# Tibetaans centrum voor mensenrechten en democratie
Het Tibetaans centrum voor mensenrechten en democratie (Tibetan Centre for Human Rights and Democracy of TCHRD) werd opgericht in 1996 en heeft als eerste Tibetaanse niet-gouvernementele organisatie het doel opgevat, informatie te verspreiden over de situatie van de mensenrechten in Tibet en de principes van democratie te bevorderen in de Tibetaanse gemeenschap. De TCHRD is onafhankelijk van het Tibetaans parlement in ballingschap en zetelt in Dharamsala in India. De organisatie wordt gefinancierd door individuele donaties en internationale fondsen.
De TCHRD onderzoekt op regelmatige en systematische basis de schendingen van de mensenrechten in de door China aangestuurde Tibetaanse Autonome Regio en publiceert over de verschillende problemen van Tibetanen in Tibet. Ze assisteert de Commissie van de Mensenrechten van de Verenigde Naties en neemt deel aan internationale conferenties om te informeren over de mensenrechtensituatie in Tibet. Verder organiseert ze verschillende educatieve programma's, zoals ateliers en seminars over de toekomstige opbouw van mensenrechten en democratie in Tibet.